# Bulletproof (La Roux)
Bulletproof è il terzo singolo del duo electropop inglese La Roux, estratto dal loro omonimo album di debutto La Roux. Scritto da Elly e Ben, il singolo è stato pubblicato il 22 giugno 2009 da due diverse case discografiche, la Polydor e la Kitsune in CD e in formato digitale.

## Tracce
CD single (Cat.#: 2705727)
1. "Bulletproof"
2. "Bulletproof" (Zinc Remix)
3. "Bulletproof" (Tepr TsunAimee Remix)

7 inch (Cat.#: 2705728)
1. "Bulletproof"

## Video musicale
Il video della canzone inizia con diverse decorazioni e disegni futuristici. Poi la telecamera inquadra una seria Elly Jackson seduta su un sedie con gli occhi chiusi. Quando inizia il canto, Elly si alza e inizia a camminare in una ambientazione molto curata e futuristica, dando alle spalle ad un insieme di diverse forme che formano il La Roux. Al momento del ponte viene nuovamente inquadrata Elly seduta sulla sedie, e quando la canzone riprende il suo ritmo veloce Elly sta camminando mentre tutto intorno a lei cadono cubi multicolore che si frantumano a terra. Il video si conclude con un ricordo di tutti i vesti modaioli usati da Elly nel video.

## Classifiche
| Classifica (2009)                  | Posizione massima |
| ---------------------------------- | ----------------- |
| Australian ARIA Singles Chart      | 52                |
| Austrian Singles Chart             | 38                |
| Belgian Singles Chart (Flanders)   | 16                |
| Billboard Canadian Hot 100         | 69                |
| Billboard Canadian Singles Chart   | 10                |
| Danish Singles Chart               | 33                |
| Dutch Singles Chart                | 29                |
| Eurochart Hot 100 Singles          | 6                 |
| German Singles Chart               | 19                |
| Irish Singles Chart                | 5                 |
| Billboard Japan Hot 100            | 100               |
| New Zealand Singles Chart          | 10                |
| Turkey Top 20 Chart                | 8                 |
| Official Singles Chart             | 1                 |
| U.S. Billboard Hot Dance Club Play | 1                 |